# Tamás Nikitscher
Tamás Nikitscher (Zalaegerszeg, 3 de noviembre de 1999) es un futbolista húngaro que juega en la demarcación de centrocampista para el Real Valladolid C. F. de la Segunda División de España.

## Trayectoria
Se formó en las categorías inferiores de varios equipos de su país, como el Zalaegerszegi TE y el Debreceni VSC. Este último lo cedió al Debreceni EAC antes de continuar su carrera en el Makói FC, el Pécsi MFC y el Kecskeméti TE, con el que marcó tres goles en 39 encuentros.
El 29 de enero de 2025 fue traspasado al Real Valladolid C. F. por una cantidad no revelada y firmó un contrato hasta junio de 2028.

## Selección nacional
El 7 de septiembre de 2024 hizo su debut con la selección de Hungría en un partido de la Liga de Naciones de la UEFA 2024-25 contra Alemania que finalizó con un resultado de 5-0 a favor del combinado alemán tras los goles de Niclas Füllkrug, Jamal Musiala, Florian Wirtz, Aleksandar Pavlović y Kai Havertz.

## Clubes
Actualizado a 24 de mayo de 2025.
| Club                   | País          | Año           | Partidos | Goles |
| ---------------------- | ------------- | ------------- | -------- | ----- |
| Debreceni VSC II       | Hungría       | 2018-2020     | 10       | 1     |
| Debreceni EAC (cedido) | Hungría       | 2020-2021     | 23       | 1     |
| Makói FC               | Hungría       | 2021-2022     | 16       | 3     |
| Pécsi MFC              | Hungría       | 2022-2023     | 38       | 2     |
| Kecskeméti TE          | Hungría       | 2023-2025     | 39       | 3     |
| Real Valladolid C. F.  | España        | 2025-act.     | 13       | 0     |
| Total carrera          | Total carrera | Total carrera | 139      | 10    |